# Gengle jezik
Gengle jezik (ISO 639-3: geg; momu, wegele, yagele), nigersko-kongoanski jezik, uža skupina leko-nimbari, iz nigerijske države Adamawa kojim govori oko 4 000 ljudi iz plemena Gengle u LGA Mayo Belwa i Fufore. Uz još šest drugih jezika čini podskupinu mumuye. 
U upotrebi je i hauski [hau].

## Vanjske poveznice
- Ethnologue (14th)
- Ethnologue (15th)